# Kostel svatého Lupa a svatého Jiljí
Kostel svatého Lupa a svatého Jiljí (fr. Église Saint-Leu-Saint-Gilles) je katolický farní kostel v 1. obvodu v Paříži v ulici Rue Saint-Denis. Kostel je zasvěcený svatému Lupovi a svatému Jiljí.

## Historie
Stavba kostela byla zahájena v roce 1235 a během následujících století proběhlo několik významných přestaveb, především v letech 1320, 1611, 1727 a naposledy roku 1780, kdy k němu byla připojena podzemní kaple.
Rovněž během výstavby Boulevardu de Sébastopol v 19. století byly ubourány tři kaple apsidy. V roce 1915 byl kostel zařazen mezi historické památky.
Od roku 1928 slouží Řádu Božího Hrobu ve Francii.

## Architektura
Kostel v gotickém slohu má v západním průčelí dvě charakteristické věže. Interiér je relativně chudý, zdobený vitrážemi. Stavba je tvořena hlavní lodí obklopenou bočními loděmi bez transeptu.
Chór je obklopený ochozem s podzemní kryptou vyhloubenou v pozdějším období.
Varhany z roku 1869 jsou darem císaře Napoleona III. a jejich autorem je Aristide Cavaillé-Coll. Byly restaurovány v roce 1983. Od roku 1915 jsou stejně jako kostel chráněny jako historická památka.
Z uměleckých děl se v kostele nachází mramorová socha svaté Anny a Panny Marie, kterou vytvořil sochař Jean Bullant (1515-1578).